# Ioan Popei
Ioan Popei (n. 15 iulie 1954, Agapia, Neamț, România) este un pictor român cunoscut îndeosebi ca pictor de icoane pe lemn. În prezent, acesta lucrează în special pe șevalet, abordând în picturile sale un tip de colorit cu tentă terapeutică, numită de acesta cromatoterapie: "Principala caracteristică a picturii artistului Ioan Popei este seducția prin culoare, mai mult, aș spune, cronomatoterapie. Eu am plăcuta senzație că lucrările artistului  sunt vindecătoare”, scriitorul Daniel Corbu.

## Biografie
S-a născut în data de 15 iulie 1954 în Agapia, un loc faimos, de altfel, și pentru icoanele lui Nicolae Grigorescu. Expune începând din 1975, iar din 1987 participă la toate saloanele anuale, județene și municipale, organizate de cenaclul „Aurel Băeșu”. Din 1990 este membru al Asociației artiștilor plastici profesioniști – Neamț.
Ioan Popei a avut o pasiune pentru pictură încă din copilărie. La „Gazeta de perete” a școlii se aflau caricaturile pe care le făcea, încercând să suprindă anumite „metehne” ale sătenilor. Deși la terminarea gimnaziului și-a dorit să urmeze studiile Liceului de Artă din Iași, acesta a întâmpinat opoziția părinților săi care confundau meseria de pictor cu cea de zugrav și care, ulterior, l-au convins să urmeze Liceul de Chimie din Piatra-Neamț. Ioan Popei a continuat însă să picteze în paralel, lucrând în același timp în industria chimică în Săvinești, în mină și în construcții, fără a renunța la pasiunea sa.  Acesta a pictat până în 1989 doar peisaje și flori, lansându-se în pictura de icoane după Revoluție, domeniu în care s-a specializat repede și cu un real succes. Inițial, artistul picta icoane pe bucățele de lemn, descoperind ulterior manualul „Erminia picturii bizantine”, un manual care se găsea foarte rar pe vremea lui Nicolae Ceaușescu și pe care l-a primit de la cunoscutul preot și pictor nemțean, Varahil Moraru. Astfel, a început ulterior să lucreze la nivel profesionist. A fost marcat de pictorul rus Andrei Rubliov și de celebra lui icoană, „Sfânta Treime”. Treptat, icoanele sale au început să aibă succes, mai ales peste hotare, de unde a început să  primească comenzi.
În 1989 primește „Marele premiu pentru pictură” în Botoșani și Premiul I pentru portret la Concursul A. Verona.  Aceste premii l-au încurajat să participe cu operele sale și peste hotare, expundând în 1991 în King's Lynn, Anglia, iar în 1992 în Bayonne, Franța.
În perioada 15 decembrie 1992 – 15 ianuarie 1993 expune în cadrul Expoziției de icoane de la Casa Prieteniei Neamț – Champagne-Ardenne,  prilej cu care publicul pietrean ia contact cu arta sa.
Ulterior, începând cu anul 2000, pictorul renunță la a mai picta icoane, marcându-se trecerea către a doua perioadă în arta acestuia, perioada „figurativă”.  În această perioadă artistul pictează atât peisaje largi, campestre, cât și panorame muntoase, îndeosebi ale muntelui Ceahlău, dar și naturi statice, având o predilecție pentru florile simple, de pajiște, „naturale”, mai rar pentru cele de „grădină”. Tot în această perioadă abordează și alte teme, între care și nudurile.  E perioada în care pictorul participă la enorm de multe expoziții, la Piatra-Neamț, Săvinești, Bicaz, Târgu Neamț, dar și la Târgu-Mureș, Iași sau București. Notorietatea internațională și-o cucerește însă în Franța, în Anglia, în Olanda, în Italia sau Germania, unde pictura sa, îndeosebi cea religioasă, e privită cu mult respect, obținând câteva premii importante.
Un capitol special în creația sa sunt Marinele, care îi permit artistului trecerea lentă spre nonfigurativ, într-o metaforă înghețată, din care triumfătoare e doar culoarea. Ultima sa perioadă, cea nonfigurativă, este și cea mai interesantă. „Plecând de la câteva engrame și dezvoltări fractalice, (îndeosebi crucea), Ioan Popei găsește rezolvări inteligente, suprafețele picturale cresc, autorul tinde spre monocromii, dovedind o deplină stăpânire a mijloacelor de expresie.”

## Premii și expoziții

### Premii
- Premiul întâi la "cel mai bun portret"
- Marele premiu în cadrul taberei de la Botoșani
- Premiu pentru portret - Competiția-Arthur Verona
- Premiul întâi la "cel mai pun peisaj în ulei" - Sibiu
- Premiul întâi la "cel mai bun colorist" - România

### Expoziții
- 1985 - 2004 - Expoziții in România
- 1991 - Anglia
- 1992 - Bayonne în Franța
- 1995 - Rotterdam in Olanda
- 1996 - Ridderkerk in Olanda
- 1997 - Den Hag în Olanda
- 1998 - Den Hag în Olanda
- 1999 - Melbourne în Australia
- 2000 - Rotterdam în Olanda
- 2002 - Viena în Austria
- 2003 - Munchen în Germania
- 2005-2015 - România (anual)
- 2011 - Londra, UK
- 2014 – Bratislava
- 2016 - Bratislava

## Galerie imagini

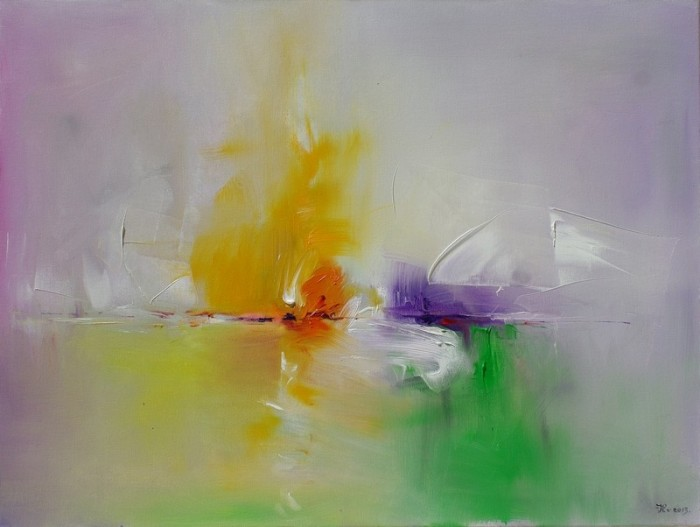
Toamna pe lac